# Volkameria pittieri
Volkameria pittieri là một loài thực vật có hoa trong họ Hoa môi. Loài này được Harold Norman Moldenke mô tả khoa học đầu tiên năm 1938 (trong Publ. Field Mus. Nat. Hist., Bot. Ser. 18: 1003), in lại trong Phytologia 1: 416 năm 1940 dưới danh pháp Clerodendrum pittieri. Năm 2010 David John Mabberley và Yao-Wu Yuan chuyển nó sang chi Volkameria.

## Phân bố
Loài bản địa Colombia, Costa Rica, Ecuador, Guatemala, Nicaragua, Panama, Venezuela.